# Повх, Василий Алексеевич
Василий Алексеевич Повх (1906 — ?) — советский государственный деятель, секретарь Закарпатского областного комитета КПУ, директор Харьковского государственного педагогического института физического воспитания имени Сковороды.

## Биография
В начале 1930-х годов учился в Харьковском педагогическом институте народного образования, был однокурсником Юрия Шевелева. Автор нескольких литературно-критических статей в прессе.
Член ВКП(б) с 1939 года.
Находился на партийной работе. В 1945—1948 годах — заведующий отделом школ ЦК КП(б)У. Затем — на ответственной работе в отделе пропаганды и агитации ЦК КП(б)У.
До 1952 года — секретарь Каменец-Подольского областного комитета КП(б)У.
В сентябре 1952—1959 годах — секретарь Закарпатского областного комитета КПУ по вопросам идеологии.
В мае 1959 — декабре 1962 года — директор Харьковского государственного педагогического института физического воспитания имени Григория Савича Сковороды.
Потом — на пенсии.

## Награды
- два ордена Трудового Красного Знамени (23.01.1948, 26.02.1958)
- два ордена Знак Почёта (28.08.1944 , 15.02.1961)
- медали